# Edizioni musicali
Le edizioni musicali (o case editrici musicali) sono delle aziende editoriali che si occupano di stampare musica (gli spartiti), di promuovere le musiche composte dai propri autori e di riscuotere parte dei diritti d'autore maturati, i quali vengono ripartiti tra gli autori e le edizioni.

## Storia delle edizioni musicali

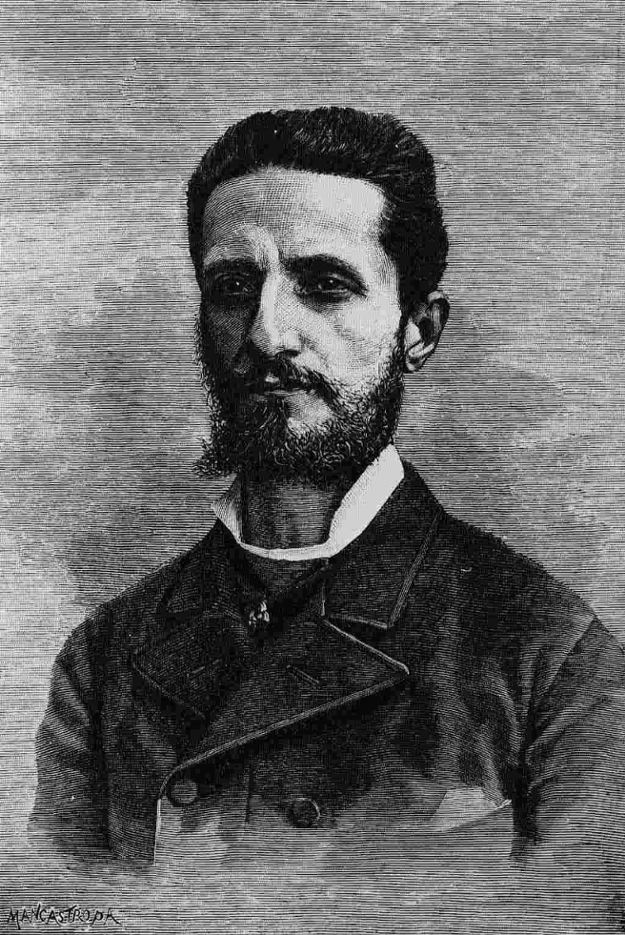
Giulio Ricordi in una litografia di Mancastropa.

La più antica casa editrice musicale al mondo è la Breitkopf & Härtel, fondata nel 1719 a Lipsia da Bernhard Christoph Breitkopf; l'espansione però si ebbe a partire dalla fine del secolo, a seguito della diffusione del melodramma.
Molte case editrici musicali nacquero in Italia nei primi anni dell'Ottocento, proprio a causa dell'espansione dell'Opera italiana: nel 1808 Giovanni Ricordi fonda la Casa Ricordi, che conoscerà una notevole espansione grazie a suo nipote Giulio Ricordi, mentre nel 1874 Edoardo Sonzogno fonda l'omonima casa editrice musicale e nel 1887 Giovanni Andrea Carisch, di origine svizzera, fonda le edizioni musicali Carisch.
A Napoli nascono alcune case editrici musicali legate allo sviluppo della canzone napoletana, con la Festa di Piedigrotta e la nascita di autori come Salvatore di Giacomo, Libero Bovio, E.A. Mario, Ferdinando Russo, Ernesto Murolo: proprio le case editrici si fanno carico di trovare gli interpreti più adatti per cantare le canzoni scritte da questi autori.
Nel 1876 il barone Ferdinando Bideri fonda la Casa Editrice Ferdinando Bideri, che pubblica Comme facette mammeta, 'O sole mio e 'O surdato 'nnammurato; nel 1901 sempre a Napoli il poeta Francesco Feola e il musicista Giuseppe Capolongo fondano la Casa Editrice La Canzonetta, che pubblica canzoni come Munasterio 'e Santa Chiara, Reginella, Ciccio Formaggio (e, nel secondo dopoguerra, Malafemmena, Indifferentemente); nel 1903 Francesco Curci, proprietario di un negozio di musica, fonda le edizioni musicali Curci.
Nel frattempo il 23 aprile 1882 nasce la Società Italiana degli Autori ed Editori, la Siae, che in seguito diventa l'intermediario esclusivo per l'esercizio delle facoltà inerenti al  diritto d'autore.
Nel settore della musica bandistica una delle prime a specializzarsi in questo genere è Belati edizioni musicali (nata a Perugia ad opera del maestro compositore Tito Belati), mentre nel liscio si afferma la Casadei Sonora, con "Romagna mia" ed i brani firmati Casadei, e la Galletti Boston.
Con il diffondersi nel '900 dei dischi e la nascita delle prime case discografiche, il mercato dell'editoria musicale conosce una forte espansione nascono, tra le tante, la edizioni musicali Bixio (fondata nel 1920 da Cesare Andrea Bixio), le edizioni musicali Suvini-Zerboni e le Messaggerie Musicali (nate dapprima come negozio di musica e poi diventate anche una casa di edizioni musicali e poi un gruppo editoriale) nel 1936.
Spesso, a partire dal secondo dopoguerra, le case editrici danno vita a case discografiche ad esse legate: le edizioni musicali Carisch fondano la Carisch, la Bideri fonda la Edibi, Casa Ricordi (che dopo la seconda guerra mondiale ha creato un ramo d'azienda dedicato alla musica leggera, le Edizioni musicali Radio Record Ricordi, o R.R.R., dirette per molti anni da Mariano Rapetti) apre la Dischi Ricordi, Carlo Alberto Rossi, titolare della C.A. Rossi Editore, entra nel mondo discografico con la CAR Juke Box, seguito dal fratello Alfredo Rossi con l'Ariston Records (nata dalle edizioni musicali Ariston), mentre le edizioni musicali Curci fondano la Carosello, le edizioni musicali Allione la Equipe, il Gruppo editoriale Guerrini la Bentler.
Nel caso di case discografiche multinazionali, invece, si verifica il fenomeno inverso, ed è l'etichetta che crea una o più edizioni musicali di riferimento: un esempio può essere l'RCA Italiana (emanazione della Radio Corporation of America) con le edizioni musicali RCA e le edizioni musicali Amici del Disco, o l'EMI Italiana con le edizioni musicali Belriver.
Con lo sviluppo della canzone d'autore il ruolo degli editori musicali viene ridimensionato, e sono gli stessi autori che creano delle aziende editrici per gestire il proprio repertorio: uno dei primi in Italia è Lucio Battisti, che nel 1969 fonda le edizioni musicali Acqua azzurra (seguendo l'esempio dei Beatles, che qualche anno prima avevano dato vita alla Northern Songs per gestire il loro repertorio musicale), ma il suo esempio viene seguito da molti altri artisti come Edoardo Bennatp, che fonda con i fratelli Eugenio e Giorgio le edizioni musicali Cinquantacinque, ed anche da interpreti come Gianni Morandi (che fonda con Franco Migliacci le edizioni musicali MiMo).
Un ulteriore ridimensionamento del ruolo delle case editrici musicali si è avuto con l'espansione delle major, che gestiscono il proprio repertorio tramite aziende di loro proprietà, che quindi non promuovono più gli autori presso varie case discografiche ma si limitano a gestire l'incasso di parte dei proventi del diritto d'autore.